# Vlag van Stockholm
De vlag van Stockholm kan verwijzen naar twee verschillende vlaggen.

## Vlag van de provincie Stockholm
De vlag van de provincie Stockholm is een vierkante banier van het wapen van deze Zweedse provincie.
De vlag bestaat uit drie delen: In het linkerveld staat de gekroonde kop van Sint-Erik, het wapen van de gemeente Stockholm. In het midden staat een griffioenhoofd uit het landschapswapen van Södermanland. In het rechterveld staat de nationale appel uit het landschapswapen van Uppland. Het is een vierkante banier van het wapen van deze Zweedse provincie.
Het huidige wapen van Stockholms län werd in 1968 gecreëerd toen het grootste deel van het voormalige Stockholms län werd samengevoegd met de gemeente Stockholm (die tot dan toe buiten de provincie viel en in plaats daarvan onder het gezag van de Hoge Gouverneur); delen van het oude Stockholms län werden tegelijkertijd overgedragen aan naburige provincies. Het wapen verving toen twee wapenschilden, een ouder wapenschild voor het landschap (zie hieronder) en het wapen van het kantoor van de hoge gouverneur.

Vlag van Stockholm
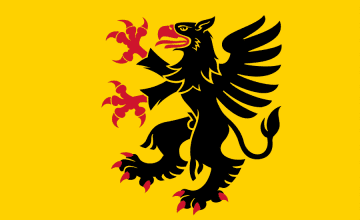
Vlag van Södermanland
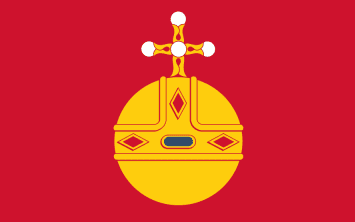
Vlag van Uppland

## Vlag van de gemeente Stockholm
De vlag van de gemeente Stockholm is een vierkante banier van het wapen van deze Zweedse gemeente; wapens die dateren uit 1376, formeel toegekend op 19 januari 1934.
De vlag bestaat uit een blauw veld met het hoofd van de patroonheilige van Zweden, koning Erik de Heilige, met een middeleeuwse open kroon. Het stadswapen werd officieel toegekend op 19 januari 1934 door de koning. Merk op dat deze versie de afbeelding van Erik de Heilige is in zwarte omlijning en gele gezicht, op een blauwe achtergrond.